# Любименко, Вячеслав Андреевич
Вячесла́в Андре́евич Люби́менко (27 декабря 1942, Махачкала — 23 декабря 2017, Санкт-Петербург) — советский и российский педиатр, неонатолог, детский анестезиолог-реаниматолог; один из основателей службы анестезиологии и реанимации новорожденных в Ленинграде; доцент кафедры неотложной педиатрии факультета усовершенствования врачей (1985—1991) Санкт-Петербургской педиатрической медицинской академии; главный внештатный неонатолог Комитета по здравоохранению Санкт-Петербурга (с 1994 г.); заместитель главного врача Детской городской больницы № 1. Член-корреспондент Академии медико-технических наук РФ (РАМТН). Заслуженный врач Российской Федерации (2005); Лауреат международной премии «Профессия-жизнь» (2007); Лауреат премии Правительства РФ в области науки и техники (2010).

## Биография
Родился 27 декабря 1942 года в Махачкале в семье Исакова Андрея Платоновича (1917—2000) и его жены Александры Александровны (1918—1994). Родители познакомились в Махачкале, где отец учился в военно-пехотном училище, а мать была студенткой Дагестанского медицинского института. Ровно через год после рождения сына, окончив училище, отец убыл в действующую армию.
Лейтенант А. П. Исаков служил политработником в составе 722 стрелкового полка, 206 стрелковой дивизии. Меньше чем через 3 месяца, в марте 1944 года, Александра Александровна получила извещение, что её муж пропал без вести. На самом деле в феврале 1944 года он был тяжело ранен, награждён, больше полугода лечился в госпитале и в октябре 1944 года был уволен по ранению. Предполагая, что останется инвалидом, он долго не писал жене. Тем временем, в 1947 году, окончив институт, Александра Александровна вместе с сыном перебралась на Сахалин, и возможность найти семью у А. П. Исакова пропала. Отец и сын встретились только через 50 лет в 1996 году, когда, будучи в командировке в Сыктывкаре, Вячеслав Андреевич попытался найти родных отца и неожиданно для себя нашёл его самого. Это была их единственная встреча. Вскоре отца не стало.
В Александровске-Сахалинском, где мать работала фтизиатром, в 1949 году Вячеслав Любименко пошёл в первый класс. Затем, после повторного брака мамы, были неоднократные переезды: Россошь, Гудермес, Ставрополь, Краснодар, Грозный. Каждый переезд означал смену школы. Наконец, в 1954 году он оказался под Магаданом, где в поселке Ягодное в течение 5 лет жил и учился в интернате. В посёлке Джелгала, куда Александра Александровна была направлена врачом, школы просто не существовало.

### Путь в педиатрию
В интернате Вячеслав увлекался авиамоделизмом, много мастерил и не помышлял о медицине. В 1960 году, окончив школу, он твёрдо решил поступать в авиационный институт. Надо было ехать в Москву. Мать собрала необходимую сумму денег, и Вячеслав отправился в Хабаровск — ближайший город, откуда можно было долететь до столицы. В аэропорту выяснилось, что билетов на Москву нет и не предвидится, но есть билеты в Ленинград. Случайно вспомнилось, что в Ленинграде существует Педиатрический медицинский институт, о котором говорили ещё в школе, и он решил лететь туда, думая, что год проучится в медицинском, а затем все же поступит в авиационный.
Так, добравшись до Ленинграда и сдав вступительные экзамены, В. А. Любименко стал студентом-медиком. Прошло немного времени, и мечты об авиации куда-то улетучились. Столь необычным способом выбранная профессия поглотила полностью. Особенно привлекала детская хирургия. Уже на младших курсах Вячеслав Андреевич оказался членом студенческого научного общества по детской хирургии, где был избран старостой. Впервые проявив недюжинные организаторские способности, он вместе с товарищами в подвале акушерского корпуса оборудовал настоящую экспериментальную операционную, где студенты оттачивали хирургические навыки на лабораторных животных. Такого в практике подготовки будущих хирургов ещё не было.
Успешно окончив в 1966 году институт, В. А. Любименко продолжил обучение в клинической ординатуре на кафедре детской хирургии профессора Г. А. Баирова, что для иногороднего студента, не имевшего постоянной ленинградской прописки, было в те годы почти невозможно.

### «Профессия-жизнь»
С окончанием ординатуры в 1968 году В. А. Любименко был зачислен в штат Клинической больницы института на должность детского хирурга третьей хирургической клиники ЛПМИ. Этот год оказался весьма примечательным. Лишь недавно в институте Майей Александровной Канаевой было открыто первое в Ленинграде отделение детской анестезиологии и реанимации для хирургических больных. И вот теперь Э. К. Цыбулькин оборудовал при нём 3 реанимационные и 12 коек интенсивной терапии для новорожденных с хирургической патологией. Одним из первых врачей, начинавших лечить больных на этих койках, не оставляя при этом и хирургической работы, оказался Вячеслав Андреевич.
Прошло всего несколько лет, и необходимость развития клинической неонатологии, хирургии новорожденных и неонатологической реанимации стала очевидной. Адептами этого направления педиатрии были такие выдающиеся врачи Ленинграда, как член-корреспондент АМН СССР Г. А. Баиров, профессор Н. П. Шабалов, профессор, главный педиатр Ленинграда И. М. Воронцов, доцент, главный детский анестезиолог-реаниматолог Э. К. Цыбулькин и, конечно, главный врач будущей больницы Г. А. Зайцев. Чиновникам всех уровней не надо было долго объяснять, что развитие именно этих направлений педиатрии сможет реально повлиять на уровень младенческой смертности. Так было принято решение о создании первой в Ленинграде специализированной неонатологической службы во вновь строящейся Детской городской больнице № 1.
Стационар, где впервые в истории Ленинграда были открыты сразу два отделения патологии новорожденных, вошёл в строй в 1977 году, и с этого времени Вячеслав Андреевич — его сотрудник. В 1980 году он был назначен заведующим неонатологическим отделением для хирургических больных, в составе которого было 12 коек реанимации и интенсивной терапии. К этому времени он уже имел степень кандидата медицинских наук. Диссертацию на тему «Водовыделительная функция почек у новорожденных в послеоперационном периоде» он успешно защитил в 1978 году.
1980 год ознаменовался ещё одним событием. Приказом Главного управления здравоохранения исполкома Ленсовета при ДГБ № 1 был открыт первый в СССР Реанимационно-консультативный центр (РКЦ). На основе разработанных и внедренных угрозометрических шкал он был призван дистанционно контролировать динамику заболевания у детей с угрожающими состояниями во всех родильных домах города, где отсутствовали собственные отделения реанимации. Одним из авторов этой системы наряду с Е. В. Гублером, Э. К. Цыбулькиным, Н. П. Шабаловым, А. М. Гусаровым, И. М. Воронцовым был и В. А. Любименко, причём именно ему на практике пришлось воплощать этот проект в жизнь. За короткое время дистанционное наблюдение за новорожденными с угрожающими состояниями позволило существенно снизить в Ленинграде уровень младенческой смертности и вывести город в разряд лидеров по этому показателю в СССР. Система РКЦ, доказавшая свою работоспособность, успешно функционирует в настоящее время, причём не только в Санкт-Петербурге, но и целом ряде других городов и регионов России. Правда, с тех пор она претерпела значительные изменения. За прошедшие годы при самом активном участии В. А. Любименко во всех родильных домах города созданы палаты реанимации и интенсивной терапии новорожденных, а в их штат введены неонатологи-реаниматологи. Все эти врачи периодически специализируются на рабочем месте в отделении реанимации новорожденных ДГБ № 1. Надобность в угрозометрических шкалах отпала. Система РКЦ строится теперь на иных принципах.

Центр неонатологии при Первой городской детской больнице непрерывно совершенствуется. Не останавливая своей работы, под руководством В. А. Любименко служба претерпела несколько реконструкций. Толчком к первым реконструкциям во многом послужила российско-американская программа «От сердца к сердцу», запущенная в 1989 году. Тогда Центр был оснащен самым современным оборудованием, а несколько сотрудников больницы, включая и В. А. Любименко, прошли стажировку в родственном отделении Детского госпиталя Окленда (штат Калифорния, США). С тех пор отделении реанимации новорожденных ДГБ № 1 выросло сначала до 24 коек, став самым крупным в России, а в 2014 году достигло мощности в 68 коек. В Санкт-Петербургском неонатологическом центре применяются наиболее современные лечебно-диагностические технологии. Благодаря этому летальность среди новорожденных с самой критической патологией снижена в десятки раз. По этому показателю ДГБ № 1 давно не отстает от ведущих мировых клиник. Тем не менее Вячеслав Андреевич был уверен, что никакие современные технологии не заменят врачу знания и понимания клинической картины заболевания во всем многообразии его проявлений. Именно так прозвучало в одном из его интервью:
У новорожденного, ещё вчера казавшегося безнадёжным, вдруг изменился взгляд. Я не знаю, как описать, какой он. Он другой, особый. Своим молодым коллегам я говорю: "Отстаньте от ребенка, не мешайте ему, видите, он выздоравливает." Вероятно, это и есть опыт, который пришёл, когда и особых то "современных технологий" не было. "Технологиями" его не заменить.
В последние годы жизни В. А. Любименко планировал открытие на территории больницы Городского перинатального центра со своим родильным домом для женщин с риском рождения ребёнка с пороками развития. Все необходимые решения по строительству такого центра были приняты, однако фатальная болезнь, с которой Вячеслав Андреевич боролся в течение нескольких месяцев, не позволила ему увидеть воплощение своей идеи в жизнь.
Вячеслав Андреевич Любименко скончался в ночь на 23 декабря 2017 года, не дожив всего нескольких дней до своего семидесятипятилетнего юбилея, и был похоронен на Большеохтинском кладбище.

## Семья
Своих близких по отцовской линии Вячеслав Андреевич практически не знал. Он носил фамилию матери. Его дед — Александр Любименка (именно так звучала фамилия) жил в селе Красное под Воронежем. В годы Гражданской войны вместе с семьей перебрался на Донбасc в Макеевку. Здесь в 1918 году он был расстрелян не то белыми, не то красными, не то махновцами. В тот же день, оставив сиротами 11 детей, умерла и бабушка. Из одиннадцати братьев и сестер только пятеро позднее смогли найти друг друга.
- Жена: Елена Анатольевна Шевцова (ур. Кравченко) (р. 23.05.1956, Ленинград) — ЛОР-врач;
- Сын: Евгений Вячеславович Любименко (р. 25.07.1983, Ленинград) — врач реаниматолог-неонатолог;
- Сын: Андрей Вячеславович Любименко (р. 9.02.1993, Санкт-Петербург) — выпускник Санкт-Петербургского оптико-механического лицея

## Некоторые научные труды
Вячеславом Андреевичем Любименко опубликовано около 200 научных работ по неонатологии. Ниже представлен неполный список его трудов:
- Шабалов Н. П., Любименко В. А., Пальчик А. Б., Ярославский В. К. Асфиксия новорожденных / 3-е изд., перераб. и доп. — М.: МЕДпресс-информ, 2003. — 367 с. (предш. изд.: 1990 при участии Д. А. Ходова)
- Любименко В. А., Шабалов Н. П., Цыбулькин Э. К. Первичная помощь новорожденному при асфиксии. — Педиатрия, 1993, № 4. — 86-92 (6) с.
- Любименко В. А., Шабалов Н. П., Иванов Д. О. Результаты заместительной терапии натуральным сурфактантом Куросурф у новорождённых детей с тяжёлыми поражениями лёгких. — Детская больница, 2002, № 3 (9). — 39-44 (5) с.
- Любименко В. А., Шабалов Н. П., Колбин А. С., Иванов Д. О., Климко Н. Н., Карпов О. И. Мета-анализ профилактического и эмпирического использования антифунгальных препаратов у новорожденных. — Клиническая микробиология и антимикробная химиотерапия, 2003, № 4. — Т. 5. — 354-359 (3) с.
- Любименко В. А., Шабалов Н. П., Колбин А. С., Карпов О. И., Климко Н. Н. Анализ прямых затрат при лечении инвазивного кандидоза у недоношенных новорождённых. — Педиатрия, 2005, № 3. — 66-70 (5) с.
- Любименко В. А., Шабалов Н. П., Колбин А. С., Климко Н. Н. Факторы риска развития кандидемии у недоношенных со сроком гестации менее 32 недель. — Клиническая микробиология и антимикробная химиотерапия, 2005, № 1. — Т. 7. — 97-102 (5) с.
- Любименко В. А., Шабалов Н. П. Организация экстренной медицинской помощи новорожденным в Санкт-Петербурге. — Signatura, 2006, № 2, с. 12-17, 2006, № 2. — 12-17 (6) с.
- Любименко В. А., Шабалов Н. П., Колбин А. С. Частота использования нелицензированных лекарств в неонатологии: данные фармако-эпидемиологического исследования. — Педиатрическая клиническая фармакология, 2007, № 4. — Т. 4. — 35-40 (5) с.
- Любименко В. А., Шабалов Н. П., Панкратов Л. Г. Сурфактант в лечении респираторного дистресс-синдрома у новорожденных. — Вопросы практической педиатрии, 2007, № 6. — Т. 1. — 34-43 (10) с.
- Любименко В. А., Шабалов Н. П., Гараев В. Р., Скоромец А. П., Мостовой А. В., Шумилина М. В. Амплитудно-интегрированная электроэнцефалография в неонатологии. — Педиатрия, 2008, № 1. — Т. 87. — 59-66 (8) с.
- Любименко В. А., Шабалов Н. П., Колбин А. С., Иванюк А. Б.,. Фармакоэпидемиология применения карбапенемов у недоношенных новорожденных в Санкт-Петербурге. Мировой опыт в неонатологии.. — Педиатрическая фармакология, 2008, № 4. — Т. 5. — 58-64 (5) с.
- Любименко В. А., Шабалов Н. П., Щербук Ю. А., Симаходский А. С. Организация неотложной помощи новорождённым в Санкт-Петербурге. — Вопросы современной педиатрии, 2010, № 2. — Т. 9. — 6-9 (3) с.
- Любименко В. А., Шабалов Н. П., Горелик Ю. В., Горелик К. Д., Каган А. В. Организация реанимационной помощи новорождённым в Санкт-Петербурге. — Военно-медицинский журнал, 2012, № 8. — Т. 333. — 54-56 (3) с.
- Любименко В. А., Шабалов Н. П., Скоромец А. П., Шумилина М. В., Гараев В. Р., Горелик Ю. В., Мостовой А. В. Каган А. В. Новые возможности терапии детей, родившихся в состоянии асфиксии, и предикторы их неврологического исхода (лекция).. — Нейрохирургия и неврология детского возраста, 2012, № 1 (31). — 79-83 (5) с.
- Любименко В. А., Шабалов Н. П., Гараев В. Г., Горелик Ю. В., Клименко В. М. Провоспалительные цитокины в крови и повторная судорожная активность у доношенных новорождённых с церебральной ишемией. — Педиатрия, 2013, № 2. — Т. 92. — 33-37 (5) с.
- Немилова Т. К. Любименко В. А. Т-образный анастомоз при множественной атрезии тонкой кишки у новорожденного. — Вести хир, 1977, № 7. — 146 с.
- Любименко В. А., Мостовой А. В., Иванов С. Л. Высокочастотная вентиляция легких в интенсивной терапии новорожденных. / Мир Медицины. — СПб., 2001. — 26-30 с.
- Любименко В. А., Мостовой А. В., Иванов С. Л. Высокочастотная искусственная вентиляция легких в неонатологии. / Руководство. — М., 2002. — 125 с.
- Шабалов Н. П., Любименко В. А., Мостовой А. В., Иванов С. Л., Морозов К. А. Терапия персистирующей легочной гипертензии новорожденных с использованием высокочастотной осцилляторной искусственной вентиляции легких и ингаляции оксида азота. / Мат. IV съезда российской ассоциации специалистов перинатальной медицины. — М., 2002. — 276-277 с.
- Любименко В. А. Водовыделительная функция почек у новорожденных в послеоперационном периоде. / Автореф. дис. на соиск. учен. степ. к. м. н /Ленингр. педиатр. мед. ин-т. — Л., 1978. — 20 с.
- Сайдашева Э. И., Любименко В. А., Сомов Н. Е. Скрининг новорожденных на ретинопатию в неонатальном центре / «Госпитальная педиатрия в XXI веке. Проблемы, пути развития». — СПб., 2003. — 59-60 с. — (Сб. мат. конф.).
- Сайдашева Э. И., Любименко В. А. Роль неонатального скрининга на ретинопатию недоношенных. — М., 2005. — 467 с. — (СПб. мат. X съезда педиатров России).
- Сайдашева Э. И., Любименко В. А., Сорокина И. С. Ретинопатия недоношенных у младенцев с массой тела при рождении менее 1000 грамм. — СПб., 2005. — 169-171 с. — (Мат. юбилейной науч. конф., посвященной 70-летию основания первой в России кафедры детской офтальмологии «Современные проблемы детской офтальмологии»).
- Сайдашева Э. И., Любименко В. А., Сорокина И. С. Ретинопатия недоношенных: неонатальный скрининг и лазерное лечение. — М., 2005. — 172 с. — (Мат.V съезда РАСПМ (Российской ассоциации специалистов перинатальной медицины) «Современные подходы к выявлению, лечению и профилактике перинатальной патологии»).
- Сайдашева Э. И., Скоромец А. П., Шабалов Н. П., Любименко В. А., Соловьева О. А. Применение ретиналамина при зрительных расстройствах у младенцев. — М., 2005. — 174 с. — (Мат.V съезда РАСПМ (Российской ассоциации специалистов перинатальной медицины) «Современные подходы к выявлению, лечению и профилактике перинатальной патологии»).
- Сайдашева Э. И., Скоромец А. П., Любименко В. А., Котина Н. З., Соловьева О. А. Пептидные препараты в комплексном лечении нисходящей атрофии зрительного нерва в раннем детском возрасте. — СПб., 2006. — 158-161 с. — (Сб. мат.1 междисциплинарного конгресса «Ребенок и лекарство»).
- Сайдашева Э. И., Любименко В. А., Котина Н. З. Лечение неонатального дакриоцистита. — М., 2006. — 336-338 с. — (Мат науч.-практ. конф. МНИИ глазных болезней им. Гельмгольца «Детская офтальмология: итоги и перспективы развития»).
- Сайдашева Э. И., Любименко В. А., Соловьева О. А. Нейроретинопротекция после лазерного лечения ретинопатии недоношенных / В книге «Ретиналамин. Нейропротекция в офтальмологии» под ред. И.Б. Максимова, В.В. Нероева. — СПб.: Наука, 2007. — 144-148 с.
- Сайдашева Э. И., Скоромец А. П., Любименко В. А., Котина Н. З., Соловьева О. А. Применение пептидных препаратов для лечения атрофии зрительного нерва в раннем детском возрасте. — Самара, 2007. — 64-65 с. — (Матер. науч.-практ. Конф. «Ерошевские чтения»).
- Сайдашева Э. И., Любименко В. А., Сорокина И. С. Ретинопатия недоношенных у младенцев с экстремально низкой массой тела при рождении. — Уфа, 2008. — 571-574 с. — (Сб. науч. статей по материалам международной науч.-практ. конф. «Современные технологии лечения заболеваний переднего и заднего сегментов глаза»).
- Сайдашева Э. И., Любименко В. А., Соловьева О. А. Нейроретинопротекция после лазерного лечения ретинопатии недоношенных. — Всерос. журн. для врачей «TERRA-MEDICA», 2008, № 4. — 31-33 с.
- Сайдашева Э. И., Любименко В. А., Сорокина И. С., Котина Н. З. Ретинопатия недоношенных у детей с экстремально низкой массой тела при рождении. — М., 2008. — 46-47 с. — (Мат. III Ежегодного Конгресса и VI Съезда РАСПМ «Современная перинатология: организация, технологии и качество»).
- Сайдашева Э. И., Любименко В. А., Котина Н. З. Инфекционные заболевания глаз у новорожденных детей (современные методы диагностики и лечения) / Методические рекомендации. — СПб.: Реноме, 2009. — 34 с.
- Сайдашева Э. И., Любименко В. А., Сомов Н. Е. Организация офтальмологической помощи недоношенным детям в условиях мегаполиса. — СПб.: Российской военно-медицинской академии. Приложение, 2009, № 1 (25). — Т. 1. — 177 с.
- Сайдашева Э. И., Любименко В. А., Сомов Н. Е., Котина Н. З. Дакриоцистоцеле как причина развития неонатального дакриоцистита и его осложнений. — М., 2009. — 272-276 с. — (Российский общенациональный офтальмологический форум: Сб. науч. тр.).

## Награды
- Знак отличия «За заслуги перед Санкт-Петербургом» (2004)[16];
- Заслуженный врач Российской Федерации (2005)[5];
- Лауреат международной премии «Профессия-жизнь» (2007);
- Премия Правительства Российской Федерации в области науки и техники «За научное обоснование¸ разработку и внедрение системы мероприятий по снижению младенческой смертности в Российской Федерации» (2010)[7];
- Знак «Отличнику здравоохранения»;